# Fehérvár FC
Fehérvár FC, tidigare kallad Videoton FC, MOL Fehérvár FC och MOL Vidi FC, är en ungersk fotbollsklubb i Székesfehérvár, grundad 1941. Klubben tog sig till final i Uefacupen 1985 där det blev förlust mot Real Madrid. Hemmamatcherna spelas på Sóstói Stadion.
Fehérvár har på senare år haft framgångar i ungerska ligan. Säsongen 2008/09 kom de tvåa och säsongen 2010/11 var de förhandsfavoriter till att vinna sin första ligaseger i klubbens 70-åriga historia, vilket de också lyckades med. Den som fick äran var tränaren György Mezey, som senare avgick för ett jobb i det ungerska fotbollsförbundet MLSZ.
Under 2010 värvades AIK-spelarna Martin Kayongo-Mutumba och Bojan Djordjic.
I kvalet till Uefa Champions League säsongen 2018/19 slog man bland annat ut Malmö FF. I sista kvalomgången förlorade man dock mot AEK Aten, men tog sig på det sättet till Uefa Europa League-slutspelet. Klubben gick inte vidare till 16-delsfinal, men hävdade sig väl med en tredjeplats i gruppen, och tog poäng mot bland annat Chelsea.

## Placering senaste säsonger
under namnet FC Fehérvár
| Säsong  | Nivå | Liga                | Placering | Referens | Notering |
| ------- | ---- | ------------------- | --------- | -------- | -------- |
| 2004/05 | 1    | Nemzeti Bajnokság I | 8         | [ 3 ]    |          |
| 2005/06 | 1    | Nemzeti Bajnokság I | 3         | [ 4 ]    |          |
| 2006/07 | 1    | Nemzeti Bajnokság I | 6         | [ 5 ]    |          |
| 2007/08 | 1    | Nemzeti Bajnokság I | 5         | [ 6 ]    |          |
| 2008/09 | 1    | Nemzeti Bajnokság I | 6         | [ 7 ]    |          |

under namnet Videoton FC
| Säsong  | Nivå | Liga                | Placering | Referens | Notering |
| ------- | ---- | ------------------- | --------- | -------- | -------- |
| 2009/10 | 1    | Nemzeti Bajnokság I | 2         | [ 8 ]    |          |
| 2010/11 | 1    | Nemzeti Bajnokság I | 1         | [ 9 ]    | Mästare  |
| 2011/12 | 1    | Nemzeti Bajnokság I | 2         | [ 10 ]   |          |
| 2012/13 | 1    | Nemzeti Bajnokság I | 2         | [ 11 ]   |          |
| 2013/14 | 1    | Nemzeti Bajnokság I | 4         | [ 12 ]   |          |
| 2014/15 | 1    | Nemzeti Bajnokság I | 1         | [ 13 ]   | Mästare  |
| 2015/16 | 1    | Nemzeti Bajnokság I | 2         | [ 14 ]   |          |
| 2016/17 | 1    | Nemzeti Bajnokság I | 2         | [ 15 ]   |          |
| 2017/18 | 1    | Nemzeti Bajnokság I | 1         | [ 16 ]   | Mästare  |

under namnet MOL Vidi FC
| Säsong  | Nivå | Liga                | Placering | Referens | Notering |
| ------- | ---- | ------------------- | --------- | -------- | -------- |
| 2018/19 | 1    | Nemzeti Bajnokság I | 2         | [ 17 ]   |          |

under namnet MOL Fehérvár FC
| Säsong  | Nivå | Liga                | Placering | Referens | Notering |
| ------- | ---- | ------------------- | --------- | -------- | -------- |
| 2019/20 | 1    | Nemzeti Bajnokság I | 2         | [ 18 ]   |          |
| 2020/21 | 1    | Nemzeti Bajnokság I | 3         | [ 19 ]   |          |
| 2021/22 | 1    | Nemzeti Bajnokság I | 4         | [ 20 ]   |          |